# Hos dig är livets källa
Hos dig är livets källa är en psalm där texten är hämtad ur Psaltaren 36:10 (omkväde) och Psaltaren 36 (verser). Musiken är skriven 1978 av Karl-Olof Robertson.

## Publicerad i
- Den svenska psalmboken 1986 som nummer 658 under rubriken "Psaltarpsalmer och cantica".